# Skjálfandafljót
Skjálfandafljót er en elv i det nordlige Island. Skjálfandafljót er med 178 km Islands fjerdelængste elv.
Skjálfandafljót har et afvandingsområde på 3.860 km2 og en middelvandføring på 95 m3/s ved udmundingen.
Den udspringer fra den nordvestlige side af gletsjeren (jøkelen) Vatnajökull i det islandske højland. Derfra løber den mod nord og udmunder i bugten Skjálfandi.
Skjálfandafljót har mange vandfald undervejs hvoraf Goðafoss er det mest kendte. Andre vandfald er Hrafnabjargafoss, Aldeyjarfoss, Barnafoss og Ullarfoss.